# Verenigde Staten op de Olympische Zomerspelen 1900
De Verenigde Staten namen deel aan de Olympische Zomerspelen 1900 in Parijs, Frankrijk.

## Medailles
Veel medailles van de Verenigde Staten werden gewonnen door studenten van de universiteit van Pennsylvania zoals de kamergenoten Alvin Kraenzlein, Irving Baxter, John Tewksbury en Ray Ewry. Samen wonnen ze in het atletiek elf van de 23 onderdelen, behaalden ze vijf tweede plaatsen en een derde plaats.
| Sport       | Olympiër | Discipline                    | Medaille |
| ----------- | --- | ----------------------------- | -------- |
| Atletiek    | Alvin Kraenzlein | 60 meter (m)                  | Goud     |
| Atletiek    | Alvin Kraenzlein | 110 meter horden (m)          | Goud     |
| Atletiek    | Alvin Kraenzlein | 200 meter horden (m)          | Goud     |
| Atletiek    | Alvin Kraenzlein | verspringen (m)               | Goud     |
| Atletiek    | Frank Jarvis | 100 meter (m)                 | Goud     |
| Atletiek    | John Tewksbury | 200 meter (m)                 | Goud     |
| Atletiek    | John Tewksbury | 400 meter horden (m)          | Goud     |
| Atletiek    | Maxey Long | 400 meter (m)                 | Goud     |
| Atletiek    | Irving Baxter | hoogspringen (m)              | Goud     |
| Atletiek    | Irving Baxter | polsstokhoogspringen (m)      | Goud     |
| Atletiek    | Meyer Prinstein | hink-stap-springen (m)        | Goud     |
| Atletiek    | Ray Ewry | staand hoogspringen (m)       | Goud     |
| Atletiek    | Ray Ewry | staand verspringen (m)        | Goud     |
| Atletiek    | Ray Ewry | staand hink-stap-springen (m) | Goud     |
| Atletiek    | Richard Sheldon | kogelstoten (m)               | Goud     |
| Atletiek    | John Flanagan | kogelslingeren (m)            | Goud     |
| Golf        | Charles Sands | mannen                        | Goud     |
| Golf        | Margaret Abbott | vrouwen                       | Goud     |
| Roeien      | Vesper Boot Club William Carr Harry DeBaecke John Exley John Geiger Edwin Hedley James Juvenal Roscoe Lockwood Edward Marsh Louis Abell (stuurman) | acht (m)                      | Goud     |
|             | |                               |          |
| Atletiek    | John Tewksbury | 60 meter (m)                  | Zilver   |
| Atletiek    | John Tewksbury | 100 meter (m)                 | Zilver   |
| Atletiek    | William Holland | 400 meter (m)                 | Zilver   |
| Atletiek    | John Cregan | 800 meter (m)                 | Zilver   |
| Atletiek    | John McLean | 110 meter horden (m)          | Zilver   |
| Atletiek    | Meredith Colket | polsstokhoogspringen (m)      | Zilver   |
| Atletiek    | Meyer Prinstein | verspringen (m)               | Zilver   |
| Atletiek    | James Connolly | hink-stap-springen (m)        | Zilver   |
| Atletiek    | Irving Baxter | staand hoogspringen (m)       | Zilver   |
| Atletiek    | Irving Baxter | staand verspringen (m)        | Zilver   |
| Atletiek    | Irving Baxter | staand hink-stap-springen (m) | Zilver   |
| Golf        | Pauline Whittier | vrouwen                       | Zilver   |
|             | |                               |          |
| Atletiek    | David Hall | 800 meter (m)                 | Brons    |
| Atletiek    | John Bray | 1500 meter (m)                | Brons    |
| Atletiek    | Fred Moloney | 110 meter horden (m)          | Brons    |
| Atletiek    | John Tewksbury | 200 meter horden (m)          | Brons    |
| Atletiek    | Lewis Sheldon | hink-stap-springen (m)        | Brons    |
| Atletiek    | Lewis Sheldon | staand hoogspringen (m)       | Brons    |
| Atletiek    | Bob Garrett | staand hink-stap-springen (m) | Brons    |
| Atletiek    | Bob Garrett | kogelstoten (m)               | Brons    |
| Atletiek    | Richard Sheldon | discuswerpen (m)              | Brons    |
| Atletiek    | Josiah McCracken | kogelslingeren (m)            | Brons    |
| Golf        | Daria Pratt | vrouwen                       | Brons    |
| Tennis      | Marion Jones | enkelspel (v)                 | Brons    |
| Wielersport | John Henri Lake | 2000 meter sprint (m)         | Brons    |
| Zeilen      | H. MacHenry | 3 tot 10 ton race 2           | Brons    |

1. Foxhall Parker Keene en Frank Mackey wonnen als lid van een gemengd team goud in het polo.
2. Walter McCreery won als lid van een gemengd team zilver in het polo.
3. Ditzelfde deed ook Basil Spalding de Garmendia bij het tennis in het mannendubbelspel.
4. Marion Jones won als lid van een gemengd team brons in het gemengddubbel tennis.

## Resultaten per onderdeel

### Atletiek
De Verenigde Staten won 16 van de 23 onderdelen. Alleen aan de 5000 meter voor teams deden ze niet mee. Op alle 22onderdelen waaraan ze meededen wonnen ze een medaille behalve bij de marathon en de twee steeplechase-onderdelen. Kraenzlein won viermaal goud terwijl Baxter en Tewksbury elk in totaal vijf medailles wonnen.
| Onderdeel               | Plaats | Atleet            | Heat                     | Halve finale                     | Repechage                     | Finale         |
| ----------------------- | ------ | ----------------- | ------------------------ | -------------------------------- | ----------------------------- | -------------- |
| 60 meter                | 1e     | Alvin Kraenzlein  | 7,0 seconden 1e, heat 1  | Niet gehouden                    | Niet gehouden                 | 7,0 seconden   |
| 60 meter                | 2e     | John Tewksbury    | 7,2 seconden 1e, heat 2  | Niet gehouden                    | Niet gehouden                 | 7,1 seconden   |
| 60 meter                | 4e     | Edmund Minahan    | Onbekend 2e, heat 1      | Niet gehouden                    | Niet gehouden                 | 7,2 seconden   |
| 60 meter                | —      | William Holland   | Onbekend 3e, heat 2      | Niet gehouden                    | Niet gehouden                 | Uitgeschakeld  |
| 100 meter               | 1e     | Frank Jarvis      | 10,8 seconden 1e, heat 3 | 11,2 seconden 1e, halve finale 3 | direct naar de finale         | 11,0 seconden  |
| 100 meter               | 2e     | John Tewksbury    | 11.4 seconden 1e, heat 2 | 10,8 seconden 1e, halve finale 2 | direct naar de finale         | 11,1 seconden  |
| 100 meter               | 4e     | Arthur Duffey     | 11,4 seconden 1e, heat 1 | 11,0 seconden 1e, halve finale 1 | direct naar de finale         | Niet gefinisht |
| 100 meter               | —      | Clark Leiblee     | 11,4 seconden 1e, heat 4 | Onbekend 2e, halve finale 2      | Onbekend 3e                   | Uitgeschakeld  |
| 100 meter               | —      | Charles Burroughs | 11,4 seconden 1e, heat 6 | Onbekend 3e, halve finale 1      | Onbekend 4e tot 6e            | Uitgeschakeld  |
| 100 meter               | —      | Thaddeus McClain  | Onbekend 2e, heat 2      | Onbekend 2e, halve finale 3      | Onbekend 4e tot 6e            | Uitgeschakeld  |
| 100 meter               | —      | Frederick Moloney | Onbekend 2e, heat 1      | Onbekend 3e, halve finale 2      | Onbekend 4e tot 6e            | Uitgeschakeld  |
| 100 meter               | —      | Dixon Boardman    | Onbekend 2e, heat 6      | Onbekend 4e, halve finale 1      | Uitgeschakeld                 | Uitgeschakeld  |
| 100 meter               | —      | Edmund Minahan    | Onbekend 2e, heat 5      | Onbekend 4e, halve finale 3      | Uitgeschakeld                 | Uitgeschakeld  |
| 100 meter               | —      | Henry Slack       | Onbekend 3e, heat 6      | Uitgeschakeld                    | Uitgeschakeld                 | Uitgeschakeld  |
| 200 meter               | 1e     | John Tewksbury    | Onbekend 2e, heat 2      | Niet gehouden                    | Niet gehouden                 | 22,2 seconden  |
| 200 meter               | 4e     | William Holland   | 24,0 seconden 1e, heat 1 | Niet gehouden                    | Niet gehouden                 | 22,9 seconden  |
| 400 meter               | 1e     | Maxey Long        | 50,4 seconden 1e, heat 1 | Niet gehouden                    | Niet gehouden                 | 49,4 seconden  |
| 400 meter               | 2e     | William Holland   | Onbekend 2e, heat 3      | Niet gehouden                    | Niet gehouden                 | 49,6 seconden  |
| 400 meter               | 4e-6e  | Dixon Boardman    | 51,2 seconden 1e, heat 3 | Niet gehouden                    | Niet gehouden                 | Niet gestart   |
| 400 meter               | 4e-6e  | Harry Lee         | Onbekend 2e, heat 1      | Niet gehouden                    | Niet gehouden                 | Niet gestart   |
| 400 meter               | 4e-6e  | William Moloney   | 51.0 seconden 1e, heat 2 | Niet gehouden                    | Niet gehouden                 | Niet gestart   |
| 400 meter               | —      | Harvey Lord       | Onbekend 3e, heat 1      | Niet gehouden                    | Niet gehouden                 | Uitgeschakeld  |
| 400 meter               | —      | Henry Slack       | Onbekend 3e, heat 3      | Niet gehouden                    | Niet gehouden                 | Uitgeschakeld  |
| 400 meter               | —      | Walter Drumheller | Onbekend 5e, heat 1      | Niet gehouden                    | Niet gehouden                 | Uitgeschakeld  |
| 800 meter               | 2e     | John Cregan       | 2:03.0 1e, heat 3        | Niet gehouden                    | Niet gehouden                 | 2:03.0         |
| 800 meter               | 3e     | David Hall        | 1:59.0 1e, heat 1        | Niet gehouden                    | Niet gehouden                 | Onbekend       |
| 800 meter               | 6e     | John Bray         | Onbekend 2e, heat 3      | Niet gehouden                    | Niet gehouden                 | Onbekend       |
| 800 meter               | —      | Howard Hayes      | Onbekend 3e, heat 1      | Niet gehouden                    | Niet gehouden                 | Uitgeschakeld  |
| 800 meter               | —      | Justus Scrafford  | Onbekend 3e, heat 2      | Niet gehouden                    | Niet gehouden                 | Uitgeschakeld  |
| 800 meter               | —      | Harvey Lord       | Onbekend 3e, heat 3      | Niet gehouden                    | Niet gehouden                 | Uitgeschakeld  |
| 800 meter               | —      | Walter Drumheller | Onbekend AC, heat 1      | Niet gehouden                    | Niet gehouden                 | Uitgeschakeld  |
| 800 meter               | —      | Alexander Grant   | Onbekend AC, heat 1      | Niet gehouden                    | Niet gehouden                 | Uitgeschakeld  |
| 800 meter               | —      | Edward Bushnell   | Onbekend AC, heat 2      | Niet gehouden                    | Niet gehouden                 | Uitgeschakeld  |
| 800 meter               | —      | Harrison Smith    | Onbekend AC, heat 2      | Niet gehouden                    | Niet gehouden                 | Uitgeschakeld  |
| 800 meter               | —      | Edward Mechling   | Onbekend AC, heat 3      | Niet gehouden                    | Niet gehouden                 | Uitgeschakeld  |
| 1500 meter              | 3e     | John Bray         | Niet gehouden            | Niet gehouden                    | Niet gehouden                 | 4:07.2         |
| 1500 meter              | 4e     | David Hall        | Niet gehouden            | Niet gehouden                    | Niet gehouden                 | Onbekend       |
| 110 meter horden        | 1e     | Alvin Kraenzlein  | 15.6 seconden 1e, heat 1 | Niet gehouden                    | direct naar de finale         | 15.4 seconden  |
| 110 meter horden        | 2e     | John McLean       | Onbekend 3e, heat 1      | Niet gehouden                    | 17.0 seconden 1e, repechage 2 | 15.5 seconden  |
| 110 meter horden        | 3e     | Frederick Moloney | Onbekend 2e, heat 1      | Niet gehouden                    | 17.0 seconden 1e, repechage 1 | 15.6 seconden  |
| 110 meter horden        | —      | William Lewis     | Onbekend 3e, heat 2      | Niet gehouden                    | Onbekend 2e, repechage 1      | Uitgeschakeld  |
| 110 meter horden        | —      | William Remington | Onbekend 2e, heat 2      | Niet gehouden                    | Onbekend 2e, repechage 2      | Uitgeschakeld  |
| 200 meter horden        | 1e     | Alvin Kraenzlein  | 27.0 seconden 1e, heat 1 | Niet gehouden                    | Niet gehouden                 | 25.4 seconden  |
| 200 meter horden        | 3e     | John Tewksbury    | Onbekend 2e, heat 2      | Niet gehouden                    | Niet gehouden                 | Onbekend       |
| 200 meter horden        | —      | Frederick Moloney | Onbekend 3e, heat 1      | Niet gehouden                    | Niet gehouden                 | Uitgeschakeld  |
| 200 meter horden        | —      | Thaddeus McClain  | Onbekend 3e, heat 2      | Niet gehouden                    | Niet gehouden                 | Uitgeschakeld  |
| 200 meter horden        | —      | William Remington | Onbekend 4e, heat 1      | Niet gehouden                    | Niet gehouden                 | Uitgeschakeld  |
| 200 meter horden        | —      | William Lewis     | Onbekend 5e, heat 2      | Niet gehouden                    | Niet gehouden                 | Uitgeschakeld  |
| 400 meter horden        | 1e     | John Tewksbury    | 1:01.0 1e, heat 1        | Niet gehouden                    | Niet gehouden                 | 57.6 seconden  |
| 400 meter horden        | 4e     | William Lewis     | Onbekend 2e, heat 1      | Niet gehouden                    | Niet gehouden                 | Niet gestart   |
| 2500 meter steeplechase | 4e     | Arthur Newton     | Niet gehouden            | Niet gehouden                    | Niet gehouden                 | Onbekend       |
| 4000 meter steeplechase | —      | Alexander Grant   | Niet gehouden            | Niet gehouden                    | Niet gehouden                 | Niet gefinisht |
| 4000 meter steeplechase | —      | Thaddeus McClain  | Niet gehouden            | Niet gehouden                    | Niet gehouden                 | Niet gefinisht |
| Marathon                | 5e     | Arthur Newton     | Niet gehouden            | Niet gehouden                    | Niet gehouden                 | Onbekend       |
| Marathon                | 6e/7e  | Dick Grant        | Niet gehouden            | Niet gehouden                    | Niet gehouden                 | Onbekend       |

| Onderdeel                 | Plaats | Atleet            | Kwalificatie    | Finale           |
| ------------------------- | ------ | ----------------- | --------------- | ---------------- |
| Verspringen               | 1e     | Alvin Kraenzlein  | 6,930 meter 2e  | 7,185 meter      |
| Verspringen               | 2e     | Meyer Prinstein   | 7,175 meter 1e  | Geen verbetering |
| Verspringen               | 4e     | William Remington | 6,725 meter 4e  | 6,825 meter      |
| Verspringen               | 6e     | John McLean       | 6,655 meter 6e  | Uitgeschakeld    |
| Verspringen               | 7e     | Thaddeus McClain  | 6,435 meter 7e  | Uitgeschakeld    |
| Hink-stap-springen        | 1e     | Meyer Prinstein   | Niet gehouden   | 14,47 meter      |
| Hink-stap-springen        | 2e     | James Connolly    | Niet gehouden   | 13,97 meter      |
| Hink-stap-springen        | 3e     | Lewis Sheldon     | Niet gehouden   | 13,64 meter      |
| Hink-stap-springen        | 7e-13e | Daniel Horton     | Niet gehouden   | Onbekend         |
| Hink-stap-springen        | 7e-13e | Frank Jarvis      | Niet gehouden   | Onbekend         |
| Hink-stap-springen        | 7e-13e | John McLean       | Niet gehouden   | Onbekend         |
| Hoogspringen              | 1e     | Irving Baxter     | Niet gehouden   | 1,90 meter       |
| Polsstokhoogspringen      | 1e     | Irving Baxter     | Niet gehouden   | 3,30 meter       |
| Polsstokhoogspringen      | 2e     | Meredith Colker   | Niet gehouden   | 3,25 meter       |
| Staand verspringen        | 1e     | Ray Ewry          | Niet gehouden   | 3,300 meter      |
| Staand verspringen        | 2e     | Irving Baxter     | Niet gehouden   | 3,135 meter      |
| Staand verspringen        | 4e     | Lewis Sheldon     | Niet gehouden   | 3,020 meter      |
| Staand hink-stap-springen | 1e     | Raymond Ewry      | Niet gehouden   | 10,58 meter      |
| Staand hink-stap-springen | 2e     | Irving Baxter     | Niet gehouden   | 9,95 meter       |
| Staand hink-stap-springen | 3e     | Bob Garrett       | Niet gehouden   | 9,50 meter       |
| Staand hink-stap-springen | 4e     | Lewis Sheldon     | Niet gehouden   | 9,45 meter       |
| Staand hink-stap-springen | 5e-10e | Daniel Horton     | Niet gehouden   | Onbekend         |
| Staand hink-stap-springen | 5e-10e | Frank Jarvis      | Niet gehouden   | Onbekend         |
| Staand hink-stap-springen | 5e-10e | John McLean       | Niet gehouden   | Onbekend         |
| Staand hoogspringen       | 1e     | Raymond Ewry      | Niet gehouden   | 1,655 meter      |
| Staand hoogspringen       | 2e     | Irving Baxter     | Niet gehouden   | 1,525 meter      |
| Staand hoogspringen       | 3e     | Lewis Sheldon     | Niet gehouden   | 1,500 meter      |
| Kogelstoten               | 1e     | Richard Sheldon   | 13,80 meter 1e  | 14,10 meter      |
| Kogelstoten               | 2e     | Josiah McCracken  | 12,85 meter 2e  | Geen verbetering |
| Kogelstoten               | 3e     | Robert Garrett    | 12,37 meter 3e  | Geen verbetering |
| Kogelstoten               | 8e     | Truxtun Hare      | 10,92 meter 8e  | Uitgeschakeld    |
| Discuswerpen              | 3e     | Richard Sheldon   | 34,10 meter 3e  | 34.60 meter      |
| Discuswerpen              | 7e     | John Flanagan     | 33,00 meter 7e  | Uitgeschakeld    |
| Discuswerpen              | 10e    | Josiah McCracken  | 32,00 meter 10e | Uitgeschakeld    |
| Discuswerpen              | —      | Robert Garrett    | Geen score      | Uitgeschakeld    |
| Discuswerpen              | —      | Truxtun Hare      | Geen score      | Uitgeschakeld    |
| \|Kogelslingeren          | 1e     | John Flanagan     | Niet gehouden   | 51.01 meter      |
| \|Kogelslingeren          | 2e     | Truxtun Hare      | Niet gehouden   | 46,25 meter      |
| \|Kogelslingeren          | 3e     | Josiah McCracken  | Niet gehouden   | 43,58 meter      |

### Golf
De Verenigde Staten was een van de vier landen die meedeed aan het golftoernooi. De Amerikanen wonnen de beide onderdelen en wonnen tevens alle andere medailles bij de vrouwen.
| Onderdeel       | Plaats | Golfer               | Score |
| --------------- | ------ | -------------------- | ----- |
| Mannen 36 holes | 1e     | Charles Edward Sands | 167   |
| Mannen 36 holes | 4e     | Frederick Taylor     | 182   |
| Mannen 36 holes | 8e     | Albert B. Lambert    | 189   |
| Vrouwen 9 holes | 1e     | Margaret Ives Abbott | 47    |
| Vrouwen 9 holes | 2e     | Pauline Whittier     | 49    |
| Vrouwen 9 holes | 3e     | Daria Pratt          | 53    |
| Vrouwen 9 holes | 5e     | Ellen Ridgway        | 57    |
| Vrouwen 9 holes | 7e     | Mary Abbott          | 65    |

### Paardensport
Namens de Verenigde Staten nam één ruiter deel.
| Onderdeel      | Plaats | Ruiter             | Tijd, hoogte, of afstand |
| -------------- | ------ | ------------------ | ------------------------ |
| Springconcours | 4-37   | Hermann John Mandl | Onbekend                 |
| Hoogspringen   | 5-18   | Hermann John Mandl | Onbekend                 |
| Verspringen    | 5-17   | Hermann John Mandl | Onbekend                 |

### Polo
De Verenigde Staten was een van de vier deelnemers aan het polo. Amerikanen deden mee in twee teams samen met ruiters uit het Verenigd Koninkrijk. De twee teams wonnen goud en zilver.
| Onderdeel   | Plaats | Team                                                                      | Kwartfinale                      | Halve finale                        | Finale                                 |
| ----------- | ------ | ------------------------------------------------------------------------- | -------------------------------- | ----------------------------------- | -------------------------------------- |
| Mannen polo | 1e     | Foxhunters Hurlingham Foxhall Parker Keene Frank Mackey 2 British players | Winst 10-0 tegen Compiègne (FRA) | Winst 6-4 tegen Bagatelle (FRA/GBR) | Winst 3-1 tegen Rugby (GBR/USA)        |
| Mannen polo | 2e     | BLO Polo Club Rugby Walter McCreery 3 British players                     | bye                              | Winst 8-0 tegen Mexico (MEX)        | Verloor 3-1 tegen Foxhunters (GBR/USA) |

### Roeien
| Onderdeel         | Plaats | Boot | Eerste ronde  | Halve finale              | Finale |
| ----------------- | ------ | --- | ------------- | ------------------------- | ------ |
| Acht-met-stuurman | 1e     | Vesper Boot Club William Carr, Harry DeBaecke, John Exley, John Geiger, Edwin Hedley, James Juvenal, Roscoe Lockwood, Edward Marsh, Louis Abell (stuurman) | Niet gehouden | 5:15.4 1e, halve finale 2 | 6:07.8 |

### Schermen
De Verenigde Staten debuteerde op de Spelen met twee schermers.
| Onderdeel     | Plaats | Schermer   | Eerste ronde                 | Kwartfinale   | Repechage     | Halve finale  | Finale        |
| ------------- | ------ | ---------- | ---------------------------- | ------------- | ------------- | ------------- | ------------- |
| Floret        | 38-54  | F. Weill   | Uitgeschakeld na jurybesluit | Uitgeschakeld | Uitgeschakeld | Uitgeschakeld | Uitgeschakeld |
| Sabel, profs. | 17-29  | N. Orleans | 5e-8e in groep               | Uitgeschakeld | Uitgeschakeld | Uitgeschakeld | Uitgeschakeld |

### Tennis
| Onderdeel         | Plaats | Speler                                        | Laatste 16       | Kwartfinale      | Halve finale     | Finale                |
| ----------------- | ------ | --------------------------------------------- | ---------------- | ---------------- | ---------------- | --------------------- |
| Mannen enkelspel  | 5e     | Basil Spalding de Garmendia                   | Winst 6-1, 6-3   | Verloor 6-2, 8-6 | Uitgeschakeld    | Uitgeschakeld         |
| Mannen enkelspel  | 8e     | Charles Sands                                 | Verloor 6-2, 6-3 | Uitgeschakeld    | Uitgeschakeld    | Uitgeschakeld         |
| Mannen enkelspel  | 8e     | Charles Voight                                | Verloor 6-1, 6-3 | Uitgeschakeld    | Uitgeschakeld    | Uitgeschakeld         |
| Vrouwen enkelspel | 3e     | Marion Jones                                  | Niet gehouden    | bye              | Verloor 6-2, 7-5 | Uitgeschakeld         |
| Vrouwen enkelspel | 5e     | Georgina Jones                                | Niet gehouden    | Verloor 6-0, 6-1 | Uitgeschakeld    | Uitgeschakeld         |
| Mannen dubbelspel | 2e     | Basil Spalding de Garmendia Max Décugis (FRA) | Niet gehouden    | Winst 6-3, 7-5   | Winst 6-2, 6-4   | Verloor 6-1, 6-1, 6-0 |
| Mannen dubbelspel | 5e     | Charles Sands Archibald Warren (GBR)          | Niet gehouden    | Verloor 6-3, 7-5 | Uitgeschakeld    | Uitgeschakeld         |
| Mixed dubbelspel  | 3e     | Marion Jones Laurence Doherty (GBR)           | Niet gehouden    | Winst 6-1, 7-5   | Verloor 6-2, 6-4 | Uitgeschakeld         |
| Mixed dubbelspel  | 5e     | Charles Sands Georgina Jones                  | Niet gehouden    | Verloor 6-1, 7-5 | Uitgeschakeld    | Uitgeschakeld         |

### Wielersport
De Verenigde Staten debuteerde bij het wielrennen met één deelnemer. Die won brons op de 2000 meter sprint en was hiermee de enige niet-Franse medaillewinnaar.
| Onderdeel         | Plaats | Wielrenner | Eerste ronde     | Kwartfinale             | Halve finale             | Finale         |
| ----------------- | ------ | ---------- | ---------------- | ----------------------- | ------------------------ | -------------- |
| 2000 meter sprint | 3e     | John Lake  | 1e plaats heat 6 | 1e plaats kwartfinale 1 | 1e plaats halve finale 1 | 3e plaats      |
| 25 kilometer      | —      | John Lake  | Niet gehouden    | Niet gehouden           | Niet gehouden            | Niet gefinisht |

### Zeilen
| Onderdeel       | Plaats | Zeilers     | Tijd (totaal)  |
| --------------- | ------ | ----------- | -------------- |
| 3-10 ton klasse | 3e     | H. MacHenry | 4:38:49        |
| Open klasse     | —      | H. MacHenry | Niet gefinisht |
| Open klasse     | —      | Onbekend    | Niet gefinisht |

### Zwemmen
| Onderdeel                         | Plaats | Zwemmer         | Halve finale              | Finale        |
| --------------------------------- | ------ | --------------- | ------------------------- | ------------- |
| Mannen 200 meter vrije slag       | 18e    | Fred Hendschel  | 3:42.0 3e, halve finale 4 | Uitgeschakeld |
| Mannen 200 meter vrije slag       | 23e    | R. N. Forregger | 4:32.0 4e, halve finale 4 | Uitgeschakeld |
| Mannen 200 meter met hindernissen | 12e    | Fred Hendschel  | 3:45.2 4e, halve finale 3 | Uitgeschakeld |

Argentinië · Australië · België · Bohemen · Brits-Indië · Canada · Cuba · Denemarken · Duitsland · Frankrijk · Griekenland · Groot-Brittannië · Haïti · Hongarije · Iran · Italië · Luxemburg · Mexico · Nederland · Noorwegen · Oostenrijk · Peru · Roemenië · Rusland · Spanje · Verenigde Staten · Zweden · Zwitserland · Gemengde teams